# Гаусон
Гаусон (исп: Gausón), според хрониката на отец Луис Алфонсо де Карвальо „Антики и сувенири на Княжество Астурия“ от 1613 г. е лидер и военен водач на Астурите по време на Кантабрийската война от 1 век пр.н.е.
За Гаусон се знае малко, поради липсата на класически източници. В „Голяма енциклопедия на Астурия“ от 1967 г. той е споменат като военен лидер на армиите на Астурите, които нападнали римските легиони край град „Ланчa”, по време на кампанията „Белум Астурикум“. Въпреки това, по-голямата част от препратките в енциклопедията на Силверио Канада Ацебал водят към хрониката на свещеника Луис де Карвальо, която е написана в далечния от точните събития 17 век и черпи информация не от антични, а от малко по-ранни църковни източници.